# Megalomus nebulosus
Megalomus nebulosus är en insektsart som beskrevs av Navás 1926. Megalomus nebulosus ingår i släktet Megalomus och familjen florsländor. Inga underarter finns listade i Catalogue of Life.